# 1081
| Calendário gregoriano                                                        | 1081 MLXXXI                                            |
| Ab urbe condita                                                              | 1834                                                   |
| Calendário arménio                                                           | 530 – 531                                              |
| Calendário bahá'í                                                            | -763 – -762                                            |
| Calendário budista                                                           | 1625                                                   |
| Calendário chinês                                                            | 3777 – 3778 Início a 12 de fevereiro (aproximadamente) |
| Calendário copta                                                             | 797 – 798                                              |
| Calendário etíope                                                            | 1073 – 1074                                            |
| Calendários hindus - Vikram Samvat - Calendário nacional indiano - Cáli Iuga | 1136 – 1137 1002 – 1003 4181 – 4182                    |
| Calendário Holoceno                                                          | 11081                                                  |
| Calendário islâmico                                                          | 473 – 474                                              |
| Calendário judaico                                                           | 4841 – 4842                                            |
| Calendário persa                                                             | 459 – 460                                              |
| Calendário rúnico                                                            | 1331                                                   |
| Calendário solar tailandês                                                   | 1624                                                   |

1081 (MLXXXI, na numeração romana) foi um ano comum do século XI do Calendário Juliano, da Era de Cristo, a sua letra dominical foi C (52 semanas), teve início a uma sexta-feira e terminou também a uma sexta-feira.
No território que viria a ser o reino de Portugal estava em vigor a Era de César que já contava 1119 anos.
| Ano completo                       |
| ---------------------------------- |
| Ano comum com início à sexta-feira |

## Eventos
- A cidade de Oujda, atualmente no nordeste de Marrocos, é conquistada pelo emir almorávida Iúçufe ibne Taxufine.

## Nascimentos
- 1 de Dezembro - Luís VI de França (m. 1137).
- Henrique V, Sacro Imperador Romano-Germânico entre 1111 e 1125 (m. 1125).